# Tête d'homme jeune de profil
Pour les articles homonymes, voir Portrait de jeune homme.
La Tête d'homme jeune de profil est une huile sur toile peinte par Diego Vélasquez à Séville peut-être comme étude en couleur pour une composition plus complète. 
La toile intégra le musée de l'Ermitage en 1814 après avoir été acquise à Amsterdam par Alexandre Ier de Russie avec l'attribution explicite de Vélasquez, bien que dans des catalogues ultérieur il eût été considéré comme de Francisco de Zurbarán. José López-Rey l'examina en 1959, et confirma l'hypothèse d'Allende-Salazar, en restituant l'attribution à Velázquez qui aurait peint cette tête « extraordinairement belle » comme étude pour un personnage situé à droite du Déjeuner de paysans de Budapest. 

## Description
La radiographie réalisée par le musée révéla sous ce visage un autre, antérieur, de face très ressemblant au personnage central de la toile Trois Musiciens bien qu'il regarde à droite au contraire de la toile de Berlin. Il semble qu'une fois la toile commencée et abandonnée, un morceau fut coupé et un de ses fragments fut réutilisé pour cette étude. Le portrait une profonde étude psychologique du jeune homme attentif aux explications qu'il reçoit depuis l'extérieur du cadre donne une impression de surprise ou d'étonnement face à ce qu'il entend. Il est supérieur en ce sens au jeune dans la même position du Déjeuner de Budapest ; à tel point que pour certaines critiques, il pourrait s'agir non pas d'une étude mais d'un fragment d'une composition plus grande à cause de sa exécution très soignée et complète.
Il existe plusieurs répliques des Déjeuners, en général considérées comme des copies des dérivations d'un éventuel original perdu dans les collections L. Garrouste à Madrid et de lord Moyne à Andover, au format paysage comme le déjeuner de Budapest dont ils reprennent également la figure de l'homme assis à droite, c'est-à-dire, une copie de cette étude. Cependant, les figures des personnages âgés et de l'enfant à la jarre de vin au centre de la composition reproduisent avec fidélité les mêmes personnages que ceux du Déjeuner de Saint-Pétersbourg qui est probablement a première version sur ce thème ce qui situerait cette étude à une date intermédiaire entre les toiles de Saint-Pétersbourg et de Budapest. Cette répétition des modèles dans l’œuvre de Vélasquez a été expliquée par McKim-Smith par la réutilisation, fréquente à l'époque, d'estampes gravées ce qui permettait de concevoir la créativité par la recomposition ou réinterprétation d'éléments préexistants. Cette réinterprétation se fait plus accusée chez Vélasquez qui introduisit systématiquement des variations sur ses modèles, s'éloignant de la version d'origine.